# Zaozjornyj (skupina sopek)
Zaozjornyj (rusky Заозёрный) je název skupiny tří menších štítových sopek, nacházející se v centrální části pohoří Středokamčatský hřbet na poloostrově Kamčatka, severně resp. severozápadně od jezera Dvuchjurtočnoje. Nejvyšší a zároveň nejzápadněji položený člen komplexu je samotný Zaozjornyj (1349 m), Olěnyj (1081 m) se nachází na severním břehu jezera a Kastrijula (1164 m) leží severovýchodně od Zaozjorného. Stáří sopek není přesně známo ale odhaduje se na pozdní pleistocén až začátek holocénu.